# Bjugn
Bjugn és un antic municipi situat al comtat de Sør-Trøndelag, Noruega. Té 4.779 habitants (2016) i té una superfície de 383.80 km².
L'any 1853 se separà del municipi d'Ørland. Té tres esglésies i està situat en una zona de taigà a la riba del fiord de Trondheim.